# Герхард IV фон Егисхайм
Герхард IV фон Егисхайм (на немски: Gerhard IV Graf von Egisheim; † сл. 1098) от род Етихониди, е граф на Нордгау (1065) и Егисхайм (1098).
През 1057 г. основава манастир Оеленберг.

## Произход
Той е най-големият син на граф Хайнрих I фон Егисхайм † 1064) и съпругата му фон Моха/Мона, дъщеря на граф Алберт фон Моха († сл. 1040). Внук е на граф Хуго VII фон Егисхайм († 1049) и графиня Матилда фон Дугха. Баща му е племенник на папа Лъв IX. Брат е на граф Хуго VIII фон Егисхайм († 1089, убит), Алберт I фон Егисхайм († 1098) и на Бруно фон Егисхайм († 1102), архдякон и приор на „Св. Ганголф“ в Тул (1097 – 1102).

## Фамилия
Герхард IV фон Егисхайм се жени за Рихарда († сл. 1098). Те имат една дъщеря:
- Хайлвиг († 29 януари пр. 1126, погребана в Белвал), наследничка на Егисхайм, омъжена 1080 г. за граф Герхард I фон Водемон († 1108), син на херцог Герхард от Лотарингия († 1070) и Хедвиг от Намюр († 1075/1080)